# Marau Salmon
Johanna Marau Taʻaroa a Tepau Salmon (24 de abril de 1860 - 4 de fevereiro de 1935) foi a última rainha consorte do Tahiti.   

## Vida

### Família
Ela nasceu em 1860, filha de Alexander Salmon um comerciante judeu Inglês, e da princesa Oehau, mais tarde dado o título Ari'i Taima'i.     Sua mãe era a filha adotiva do Rei Pōmare II.

### Casamento
Em 28 de janeiro de 1875, ela se casou com o príncipe herdeiro Ariiaue, o futuro Rei Pōmare V, em Papeete. Ela tinha apenas 14 anos de idade, e ele era muitos anos mais velho que ela e que tinha sido casado e divorciado, que mais tarde tornou-se rainha de Huahine em seu próprio direito. O casamento foi um arranjo infeliz e o casal constantemente combatido.
Eles foram coroados Rei e Rainha do Tahiti em 24 de setembro de 1877 com a aprovação da Assembleia Legislativa do Tahiti e os franceses. Ela e PPōmare tiveram três filhos, mas foi concorda que a sobrinha de seu marido Princesa Teriivaetua (filha de seu segundo irmão, o rei Tamatoa V de Raiatea); e seu sobrinho, o príncipe Hinoi (filho de seu quarto irmão Príncipe Joinville) seria à frente de todas as crianças da rainha Marau, a fim de garantir um herdeiro puro ao trono do Tahiti.
1. Teri'i-nui-o-Tahiti Te-vahine-taora-te-rito-ma-te-Ra'i Teri'ia'e-Tua, (9 de março de 1879 - 29 de outubro de 1961) [8] [9]
2. Ari'i-manihinihi Te-vahine-rere-Atua-i-Fareia, (4 de janeiro de 1887 - 27 de junho de 1976) [10]
3. Ernest Albert-Teri'i-na-vaho roa-i-te-tua-i-Hauviri Tetua-nui-Marua-i-te-ra 'i Aro-roa-i-te-mavana-o-Tu Te pau, (15 de maio de 1888 - 4 de dezembro de 1961)

Ela morreu em 4 de fevereiro de 1935. 

## Títulos e estilos
- 24 de abril de 1860 - 28 de janeiro de 1875: Sua Alteza a Princesa Marau Salmon
- 28 de janeiro de 1875 - 17 de setembro de 1877: Sua Alteza Real a Princesa Herdeira do Tahiti
- 17 de setembro de 1877 - 29 de junho de 1880: Sua Majestade a Rainha do Tahiti
- 29 de junho de 1880 - 4 de fevereiro de 1935: Sua Majestade a Rainha Marau do Tahiti (titular)

## Honras

### Honras francesas
- Oficial da Ordem da Legião de Honra (1924).